# アリのままでいたい
『アリのままでいたい』は、昆虫を題材とした2015年の日本のドキュメンタリー映画である。2015年7月11日に公開された。

## 概要
昆虫写真家である栗林慧が医療用内視鏡カメラをベースに独自に開発した「アリの目カメラ」を駆使し、アリの目線から昆虫たちの生存競争や生態を3D撮影した。撮影は栗林が在住する長崎県平戸市を中心に行われ、製作期間は3年に及んだ。
本編の一部は地獄のミサワが原案・脚本を担当したアニメーションパートとなっている。
公開に先駆けて2015年6月20日に東京都港区の「スペースFS汐留」で行われた特別試写会では秋篠宮文仁親王と文仁親王妃紀子、悠仁親王が招待され、本作を鑑賞した。

## キャスト
ナレーション
- DAIGO[4]
- 吉田羊[4]
- 杉咲花[4]

アニメーションパート
- たかし - 声：矢島晶子[2]
- クワノガタ博士 - 声：藤原啓治[2]

## 主題歌
「蜜柑色の夏休み 2015 」福山雅治
- 作詞・作曲 - 福山雅治、編曲 - 佐橋佳幸・福山雅治・井上鑑

2001年に発表された福山のアルバム『f』の収録曲を本作に合わせて新たにレコーディングした。
同曲が福山の故郷である長崎県での幼少期の夏休みの思い出を題材としたものであり、本作の世界観とマッチすることや、福山が栗林の在住地で、本作の主な撮影地である長崎県出身であり、NHKの自然番組に出演した経験をもつことから主題歌としての起用が決まった。
2015年8月19日発売のシングル「I am a HERO」に収録されている。

## スタッフ
- 監督 - 鴨下潔
- 撮影総監督 - 栗林慧
- 音楽 - 菅野祐悟
- 製作 - 木下直哉、遠藤茂行、吉田尚子、難波一弘、間宮登良松、広田勝己、古川博志、本田正男、奥村傳
- エグゼクティブプロデューサー - 田代冬彦
- プロデューサー - 富田茂、大原真人、菅谷敬
- ナレーション構成 - 及川真実
- アソシエイトプロデューサー - 大脇拓郎
- テクニカルプロデューサー - 小川直彦
- 3Dスーパーバイザー - 相馬正彦
- S3Dスーパーバイザー - 河合隆史
- アニメ製作スーパーバイザー - 上田結木
- アニメ原案・脚本 - 地獄のミサワ
- アニメ監督・絵コンテ・音響 - まんきゅう
- 音楽プロデューサー - 中嶋尊史
- 「アリのままでいたい」製作委員会 - 東映、木下グループ、TBSテレビ、TBSビジョン、東映ビデオ、毎日新聞社、TBSラジオ&コミュニケーションズ、毎日放送、ポプラ社
- 制作プロダクション - TBSビジョン
- 配給 - 東映